# Alcíone (pléyade)
Alcíone (griego antiguo: Ἁλκυόνη) en la mitología griega era el nombre de una de las Pléyades, hijas del titán Atlas y la oceánide Pléyone o, más raramente, Etra. Alcíone atrajo la atención del dios Poseidón y le dio varios hijos, Hirieo, Hiperénor y una hija, Etusa, de la que gozó Apolo. Todos ellos conforman la estirpe de Beocia, antes de la llegada de Cadmo, pues de Alcíone descienden Anfión y Zeto en Tebas, Elefénor en Eubea y Yaso en Orcómeno. Otros autores la hacen madre de diferentes hijos, como Hiperes y Antas o Epopeo (en esta versión Alcíone es la sustituta de Cánace, hija de Eolo). También hay varias interpretaciones etimológicas del origen de su nombre. Otros más dicen que por su esposo, un tal Antedón, se convirtió en la madre de Glauco, que más tarde pasaría a ser uno de los dioses marinos.

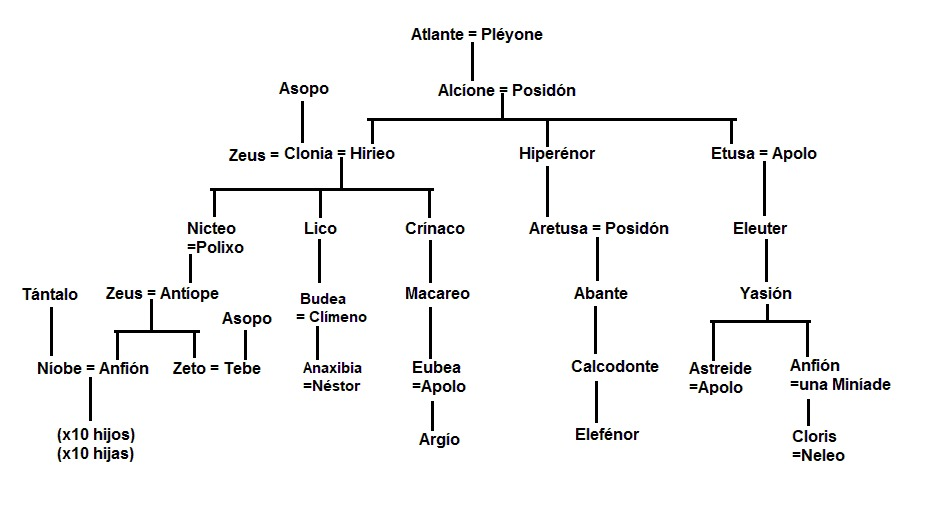
Descendencia de la Pléyade Alcíone (Catálogo de mujeres)